# أندريا غاروسيو
أندريا غاروسيو (بالإيطالية: Andrea Garosio) (و. 1993  م) هو راكب دراجة هوائية إيطالي، ولد في بريشا.

## سجل الفوز

### سباقات أو مراحل فاز بها
| التاريخ        | السباق                     | المركز                  |
| -------------- | -------------------------- | ----------------------- |
| 09 يوليو 2017  | 2017 Giro del Medio Brenta | المركز الثالث           |
| 29 أبريل 2018  | 2018 بلغراد - بانيا لوكا   | السادس في تصنيف الجبال  |
| 17 يونيو 2021  | سباق أدرياتيكي يونيكا 2021 | التاسع في التصنيف العام |
| 19 سبتمبر 2021 | أوكولو سلوفينسكا 2021      | الأول في تصنيف الجبال   |
| 20 مارس 2022   | بير سيمبري ألفريدو 2022    | الثامن في التصنيف العام |
| 26 مارس 2022   | كوبي وبارتالي 2022         | الفائز في ترتيب التسلق  |
| 03 يوليو 2022  | 2022 Giro del Medio Brenta | المركز الثالث           |
| 25 مارس 2023   | كوبي وبارتالي 2023         | السادس في تصنيف الجبال  |

## روابط خارجية
- أندريا غاروسيو على موقع الاتحاد الدولي للدراجات (الإنجليزية)
- أندريا غاروسيو على موقع أرشيف الدراجات (الإنجليزية)
- أندريا غاروسيو على موقع إحصائيات الدراجات الإحترافية (الإنجليزية)
- أندريا غاروسيو على موقع نسبة الدراجات (الإنجليزية)
- أندريا غاروسيو على موقع CycleBase (الإنجليزية)